# PFK Dynamo Chmelnyckyj
PFK Dynamo Chmelnyckyj (ukrajinsky: Професійний футбольний клуб «Динамо-Хмельницький» м. Хмельницький) byl ukrajinský fotbalový klub sídlící ve městě Chmelnyckyj. Byl založen v roce 2009. Zanikl v roce 2013 kvůli své finanční situaci.
Své domácí zápasy odehrával klub na stadionu Podilla s kapacitou 12 000 diváků.

## Umístění v jednotlivých sezonách
Zdroj: 
Legenda: Z – zápasy, V – výhry, R – remízy, P – porážky, VG – vstřelené góly, OG – obdržené góly, +/- – rozdíl skóre, B – body, červené podbarvení – sestup, zelené podbarvení – postup, fialové podbarvení – reorganizace, změna skupiny či soutěže
| Ukrajina (2008 – 2015) |                     |        |                                                             |                                                             |                                                             |                                                             |                                                             |                                                             |                                                             |                                                             |        |
| Sezóny                 | Liga                | Úroveň | Z                                                           | V                                                           | R                                                           | P                                                           | VG                                                          | OG                                                          | +/-                                                         | B                                                           | Pozice |
| 2008/09                | Druha liha          | 3      | 32                                                          | 14                                                          | 5                                                           | 13                                                          | 32                                                          | 38                                                          | -6                                                          | 47                                                          | 8.     |
| 2009/10                | Druha liha – sk. A  | 3      | 20                                                          | 10                                                          | 3                                                           | 7                                                           | 28                                                          | 16                                                          | +12                                                         | 33                                                          | 5.     |
| 2010/11                | Druha liha – sk. A  | 3      | 22                                                          | 7                                                           | 4                                                           | 11                                                          | 19                                                          | 29                                                          | -10                                                         | 22                                                          | 9.     |
| 2011/12                | Druha liha – sk. A  | 3      | 26                                                          | 6                                                           | 4                                                           | 16                                                          | 23                                                          | 50                                                          | -27                                                         | 22                                                          | 10.    |
| 2012/13                | Druha liha – sk. A  | 3      | 20                                                          | 4                                                           | 5                                                           | 11                                                          | 12                                                          | 22                                                          | -10                                                         | 17                                                          | 10.    |
| 2012/13                | Druhyj etan – sk. 3 | 3      | 6                                                           | 0                                                           | 1                                                           | 5                                                           | 1                                                           | 13                                                          | -12                                                         | 1                                                           | 4.     |
| 2013/14                | Druha liha          | 3      | Klub se odhlásil v průběhu soutěže, výsledky byly anulovány | Klub se odhlásil v průběhu soutěže, výsledky byly anulovány | Klub se odhlásil v průběhu soutěže, výsledky byly anulovány | Klub se odhlásil v průběhu soutěže, výsledky byly anulovány | Klub se odhlásil v průběhu soutěže, výsledky byly anulovány | Klub se odhlásil v průběhu soutěže, výsledky byly anulovány | Klub se odhlásil v průběhu soutěže, výsledky byly anulovány | Klub se odhlásil v průběhu soutěže, výsledky byly anulovány | 19.    |

## Trenéři
| Jméno             | Nár.     | Od          | Do            |
| ----------------- | -------- | ----------- | ------------- |
| Volodymyr Reva    | Ukrajina | březen 2009 | červen 2009   |
| Viktor Muravski   | Ukrajina | červen 2009 | leden 2011    |
| Ołeksandr Poryćki | Ukrajina | únor 2011   | duben 2011    |
| Mykoła Rozdobudko | Ukrajina | květen 2011 | srpen 2011    |
| Mychajło Duneć    | Ukrajina | srpen 2011  | září 2011     |
| Mykoła Rozdobudko | Ukrajina | září 2011   | říjen 2011    |
| Wadym Krochan     | Ukrajina | říjen 2011  | listopad 2013 |